# Callie Khouri
Pour les articles homonymes, voir Khouri.
Callie Khouri est une scénariste et réalisatrice américaine, née le 27 novembre 1957 à San Antonio, Texas. Elle est principalement connue pour avoir écrit le scénario du film Thelma & Louise qui lui vaut l'Oscar du meilleur scénario original en 1992.

## Biographie
Carolyn Ann (Callie) Khouri naît à San Antonio au Texas et est élevée au Kentucky au sein d'une famille arabe chrétienne syrienne et libanaise,. Elle commence à s'intéresser au théâtre en participant aux pièces de théâtre de son lycée. Après sa scolarité au lycée St Mary à Paducah au Kentucky, elle étudie l'architecture paysagère à la Purdue University avant de s'orienter en arts dramatiques. Elle abandonne la Purdue University et déménage à Los Angeles en Californie où elle devient serveuse. Elle étudie au Lee Strasberg Theatre and Film Institute et suit les enseignements d'actrice de Peggy Feury (en).  Elle réalise alors qu'être actrice n'est pas son destin.
En 1985, elle fait ses premiers pas vers la production de films en occupant un poste d'assistante de production de vidéos commerciales et de vidéos musicales.  De 1996 à 1998, Callie Khouri siège au conseil d'administration de la Writers Guild of America. 

## Filmographie

### Scénariste
- 1991 : Thelma et Louise de Ridley Scott
- 1995 : Amour et Mensonges (Something to Talk About) de Lasse Hallström
- 2002 : Les Divins secrets (Divine Secrets of the Ya-Ya Sisterhood)
- 2006 : Hollis & Rae (TV)
- 2012 : Nashville (série TV)
- 2021 : Respect de Liesl Tommy (en)

### Réalisatrice
- 2002 : Les Divins secrets (Divine Secrets of the Ya-Ya Sisterhood)
- 2006 : Hollis & Rae (TV)
- 2008 : Mad Money
- 2019 : Patsy & Loretta (en) (TV)

### Productrice
- 2022 : Jerry Lee Lewis: Trouble in Mind (documentaire) d'Ethan Coen

## Récompenses
- Oscar du meilleur scénario original pour Thelma & Louise de Ridley Scott.